# 省
省（しょう）は、国の行政機関の呼称である。元来は中国における行政機関の名称であったが、現代の中国においてはこの用法では用いられない。

## 概説
中国の漢代には、宮中のことを省または省中といった。魏や晋のころからは、宮中に置かれた官庁の呼称となった。唐代の律令制では、尚書省、中書省および門下省の3省（三省六部）が置かれた。宋でも三省六部は引き続いて置かれたが、実質的な機能は他の機関によって行われ、有名無実化した。
日本では、隋や唐の律令制度に倣い、701年の大宝律令によって確立した律令制において、太政官の下に八省が置かれた。ただし、中国の三省に当たる機関は日本では太政官と称され、日本の省は中国の六部に相当して、太政官の部局である（左・右）弁官局の管轄下に置かれた。これらの機関は律令制の崩壊とともに有名無実となったが、1869年（明治2年）の官制改革で復活、1885年（明治18年）の内閣制度にも引き継がれた。現代の日本では内閣直属の中央行政機関のうち最上位のものを指す。
日本の中央行政機関のように実際に漢字語の「省」を名称とするものだけでなく、中央行政機関のうち最上位のものの訳語として「省」が一般的に用いられる。例えば、アメリカにおける"department"（例：アメリカ合衆国国務省）、イギリスにおける"ministry"、フランスにおける"ministère"（例：フランス外務省）などの訳語に「省」が充てられている。日本の「省」は英語では例えば経済産業省がMinistry of Economy, Trade and Industryのように、"ministry"と訳されている。なお、中華人民共和国や中華民国では、中央行政機関の名称に「省」は用いられず、「部」などが用いられ、ベトナム、大韓民国でも「部」を用いるが、朝鮮民主主義人民共和国については「省」を使用する。